# باستیا
باستیا (به فرانسوی: Bastia) شهری در شهرستان کرس شمالی در ناحیه جزیره کرس با جمعیت ۴۳٬۵۷۷ نفر در کشور فرانسه واقع شده‌است